# Карли, Джованни-Ринальдо
Джованни Ринальдо, граф Карли (Карли-Рубби) (итал. Giovanni Rinaldo Carli (Carli-Rubbi); 11 апреля 1720 — 22 февраля 1795) — итальянский учёный и писатель.

## Биография
Учился в Падуе, изучал геометрию и мертвые языки.
Был профессором астрономии и морских наук в Венеции, затем президентом коллегии государственного хозяйства и торговли, Высшего учебного совета и коллегии финансов в Милане.
Напечатал несколько выдающихся исследований о деньгах и о хлебной торговле (по последнему вопросу выступил противником французских физиократов): «Delle monete e dell’istituzione delle zecche d’Italia etc.» (Мил., 1754—1760); «Delle antichità italiche» (Милан, 1788—1791); «Breve ragionamento sopra i bilanci economici delle nazion» (вместе с другими политико-экономическими исследованиями Карли перепечатано в «Scrittori classici italiani di economia politica», т. 13 и 14, Мил., 1804).

## Источник
- Карли, Джованни-Ринальдо // Энциклопедический словарь Брокгауза и Ефрона : в 86 т. (82 т. и 4 доп.). — СПб., 1890—1907.